# Torrats (Alpens)
Torrats és una masia d'Alpens (Lluçanès) inclosa a l'Inventari del Patrimoni Arquitectònic de Catalunya.

## Descripció
Masia de petites dimensions construïda amb material molt pobres, coberta amb teulada a dues vessants i orientada a sud. A la façana principal hi ha un portal i una finestra amb pedra treballada datada a l'any 1671. A mà dreta de l'edifici original hi ha adossada una cabana de construcció més moderna. S'accedeix a aquesta per unes escales de pedra. A la façana esquerra de la casa hi ha un pou-cisterna. Tota l'edificació està aposentada sobre unes lloses.

## Història
L'única notícia històrica que tenim d'aquesta casa és molt recent, de finals del segle xx. La construcció dona a entendre que és més anterior. Aquesta casa propietat del mas Graells tindria un altre nom anteriorment si bé no progressaria com d'altres, reservant-se funcions de petites masoveries.